# Перекрёсток (альбом «Чиж & Co»)
«Перекрёсток» — первый альбом группы Чиж & Co, записанный и выпущенный в 1994 году.

## Список композиций
Все песни (кроме отдельно отмеченных) написаны Сергеем Чиграковым.
| №   | Название                                                  | Длительность |
| --- | --------------------------------------------------------- | ------------ |
| 1.  | «Intro»                                                   | 1:21         |
| 2.  | «Дополнительный 38-й»                                     | 5:10         |
| 3.  | «Сен Семилья»                                             | 5:42         |
| 4.  | «Перекрёсток»                                             | 7:04         |
| 5.  | «Я не такой» (авторы - Сергей Чиграков, Дмитрий Некрасов) | 3:58         |
| 6.  | «Если» (авторы - Сергей Чиграков, Сергей Кочерга)         | 4:22         |
| 7.  | «Поход»                                                   | 3:23         |
| 8.  | «Мне не хватает свободы»                                  | 4:17         |
| 9.  | «Доброе утро»                                             | 4:15         |
| 10. | «Coda»                                                    | 2:23         |

## Участники записи
- Сергей Чиграков — вокал, акустическая гитара, электрическая гитара, клавишные, губная гармоника, мандолина, аккордеон, перкуссия
- Михаил Владимиров — электрическая гитара
- Алексей Романюк — бас-гитара
- Владимир Ханутин — барабаны
- Александр Кондрашкин — перкуссия
- Юрий Морозов — звукорежиссёр

## Критика
Обозреватель газеты «New Hot Rock» отметил, что «центр альбома — заглавная семиминутная вещь, действительно очень сильный блюз», но добавил, что «новых суперпесен не наблюдается».